# Masakra w więzieniu w Dubnie
Masakra w więzieniu w Dubnie – masowy mord na więźniach z więzienia w Dubnie dokonany przez funkcjonariuszy NKWD 23–25 czerwca 1941 roku. Ofiarą zbrodni padło około 500–550 osób. Była to jedna z wielu tzw. masakr więziennych, dokonanych przez NKWD po rozpoczęciu niemieckiej inwazji na ZSRR.

## Geneza
Dubno, przed wojną miasto powiatowe w województwie wołyńskim, od września 1939 roku znajdowało się pod sowiecką okupacją. Osoby aresztowane przez NKWD były osadzane w celach przedwojennego polskiego więzienia. Jego gmach mieścił się przy ul. Majora Matczyńskiego na wschodnim przedmieściu Dubna (Surmicze), nad rzeką Ikwą, w pewnym oddaleniu od zwartej zabudowy miasta. Więzienie w Dubnie było jednym z czterech sowieckich więzień funkcjonujących na terenie obwodu rówieńskiego; w oficjalnych dokumentach określano je mianem „więzienia nr 2”.
22 czerwca 1941 roku nazistowskie Niemcy dokonały inwazji na Związek Radziecki. Pierwsze tygodnie wojny miały bardzo pomyślny przebieg dla strony niemieckiej. Dywizjom Wehrmachtu udało się bowiem rozbić wojska nadgranicznych okręgów wojskowych ZSRR, a następnie wedrzeć się w głąb sowieckiego terytorium. Sukcesem uwieńczone zostało między innymi niemieckie uderzenie na terenie Wołynia i Galicji Wschodniej, gdzie broniło się największe i najlepiej uzbrojone zgrupowanie Armii Czerwonej – Front Południowo-Zachodni. W pierwszych dwudziestu dniach wojny jego jednostki poniosły ogromne straty w ludziach i sprzęcie, a także były zmuszone wycofać się na odległość blisko 250 kilometrów na wschód od granicy niemiecko-sowieckiej.
W chwili wybuchu wojny niemiecko-sowieckiej w więzieniach i aresztach na Kresach Wschodnich przetrzymywano około 40–50 tys. więźniów. Władze sowieckie były zdecydowane nie dopuścić, aby zostali oni uwolnieni przez Niemców. 24 czerwca 1941 roku ludowy komisarz spraw wewnętrznych Ławrientij Beria wydał obwodowym urzędom NKGB rozkaz rozstrzelania wszystkich więźniów politycznych przetrzymywanych w zachodnich obwodach ZSRR, których ewakuacja w głąb kraju była niemożliwa. W myśl rozkazu Berii stracone miały zostać osoby skazane za „działalność kontrrewolucyjną”, „działalność antysowiecką”, sabotaż i dywersję, a także więźniowie polityczni znajdujący się w śledztwie.

## Przebieg masakry

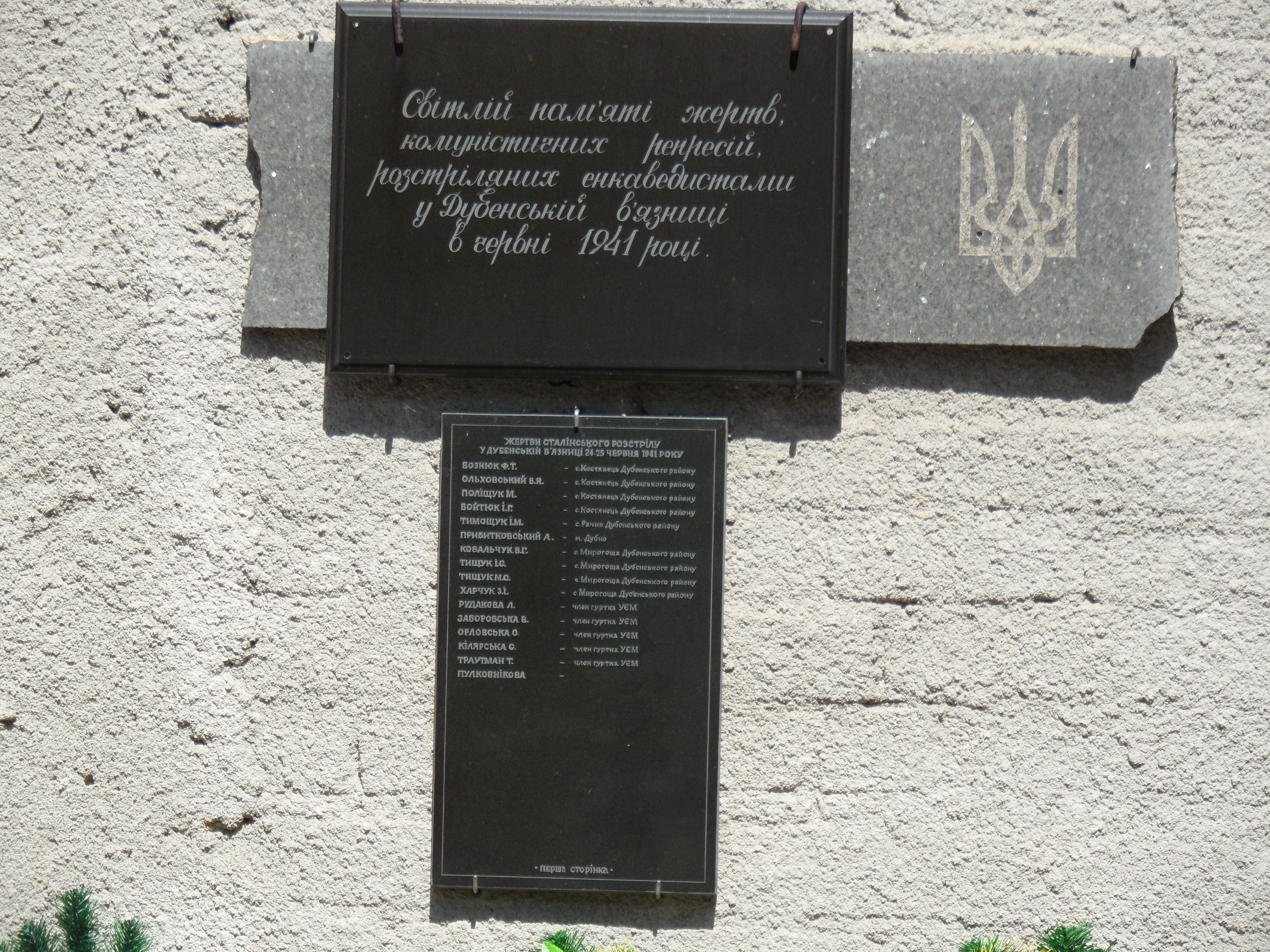
Tablice na więziennym murze, upamiętniające ofiary masakry

Z wykazów odnalezionych w sowieckich archiwach wynika, że stan osadzonych w dubieńskim więzieniu na dzień 10 czerwca 1941 roku wynosił 816 osób. Inne dokumenty NKWD z czerwca 1941 roku, dotyczące niedoszłej do skutku ewakuacji więzienia, podają natomiast, że ewakuacją planowano objąć 696 lub 738 więźniów. Z kolei w ocenie Bogdana Musiała na krótko przed rozpoczęciem niemieckiej inwazji w celach przebywało około 600 więźniów. Byli to w większości Ukraińcy i Polacy, zazwyczaj mieszkańcy powiatów dubieńskiego i krzemienieckiego oraz południowej części powiatu zdołbunowskiego.
Na wieść o wybuchu wojny Sowieci zaciemnili gmach więzienia, zwiększyli liczbę wartowników w jego najważniejszych punktach, a także zaostrzyli dyscyplinę, m.in. wstrzymując spacery. Od godzin porannych 22 czerwca więźniom nie wydawano już posiłków. Dubno znajdowało się na głównym kierunku niemieckiego natarcia, stąd NKWD rozpoczęło masową likwidację więźniów już w nocy z 23 na 24 czerwca. Ze względu na szybkie postępy wojsk niemieckich masakrę przeprowadzono w sposób bardzo pośpieszny, nie dbając o zatarcie jej śladów i ukrycie zwłok. Enkawudziści chodzili od celi do celi, poczynając od parteru, rozkazując więźniom, aby ustawili się w szeregu naprzeciw drzwi. Następnie przez wizjer oddawali do nich serię z broni automatycznej lub wrzucali do cel granaty. Jeżeli ofiary dawały oznaki życia, enkawudziści otwierali drzwi i dobijali rannych strzałem z pistoletu lub ciosem bagnetu. Zazwyczaj obawiali się jednak wchodzić w głąb cel męskich, stąd też część przebywających tam więźniów miała szansę ocalenia, zwłaszcza jeżeli wcześniej udało im się ukryć w załomach pomieszczenia. Takich oporów oprawcy nie mieli jednak w przypadku cel kobiecych, stąd wśród ocalałych więźniarki stanowiły wyraźną mniejszość.
W swoim raporcie z 28 czerwca 1941 roku naczelnik więzienia utrzymywał, że wobec braku możliwości ewakuacji więźniów, likwidację osób skazanych lub oskarżonych o „przestępstwa kontrrewolucyjne” zarządził telefonicznie zastępca szefa NKWD na obwód rówieński, porucznik bezpieczeństwa państwowego Klimow. Według mieszkańców Dubna masakrą kierował naczelnik miejscowej placówki NKWD, Winokur vel Winokurow (narodowości żydowskiej). Miał on osobiście zamordować dziesiątki więźniów. W egzekucjach uczestniczyli podlegli mu funkcjonariusze NKWD oraz strażnicy więzienni. Ocalali więźniowie twierdzili, że w czasie masakry szczególnym okrucieństwem odznaczyła  się jedna z młodych strażniczek, Żydówka o nazwisku Kagan (według innych źródeł – Hanna Berenstein).
Zachowane raporty NKWD informują, że w więzieniu w Dubnie „ubyło według pierwszej kategorii” 230 więźniów. Podają również, że zwolniono 170 osób, zazwyczaj więzionych za przestępstwa pospolite mniejszej wagi, a także ewakuowano 250 więźniów do Równego, przy czym 20 chorych i inwalidów „porzucono w drodze”. Polscy śledczy i historycy szacują natomiast, że ofiarą masakry padło około 500–550 więźniów. Podobne liczby podają również źródła niemieckie i ukraińskie. W gronie ofiar znaleźć miały się m.in. Polki z małymi dziećmi, nawet niemowlętami, zatrzymane podczas próby nielegalnego przekroczenia granicy. Jedną z zamordowanych była Teresa Trautman – członkini Wołyńskiego Związku Młodzieży Wiejskiej, jedna z organizatorek Związku Walki Zbrojnej na Wołyniu.
Masakrę przeżyli tylko nieliczni więźniowie. W jednym z niemieckich raportów podano, że było ich zaledwie ośmiu. Z kolei naczelnik więzienia szacował liczbę pensjonariuszy pozostawionych w celach na około 60–70 osób. Po ucieczce oprawców niektórzy z ocalałych zdołali wyłamać drzwi cel i wydostać się przez wyłomy w murach uczynione przez niemieckie bomby. Rannych więźniów przewożono do szpitala na wyspie Pentalia.

## Epilog

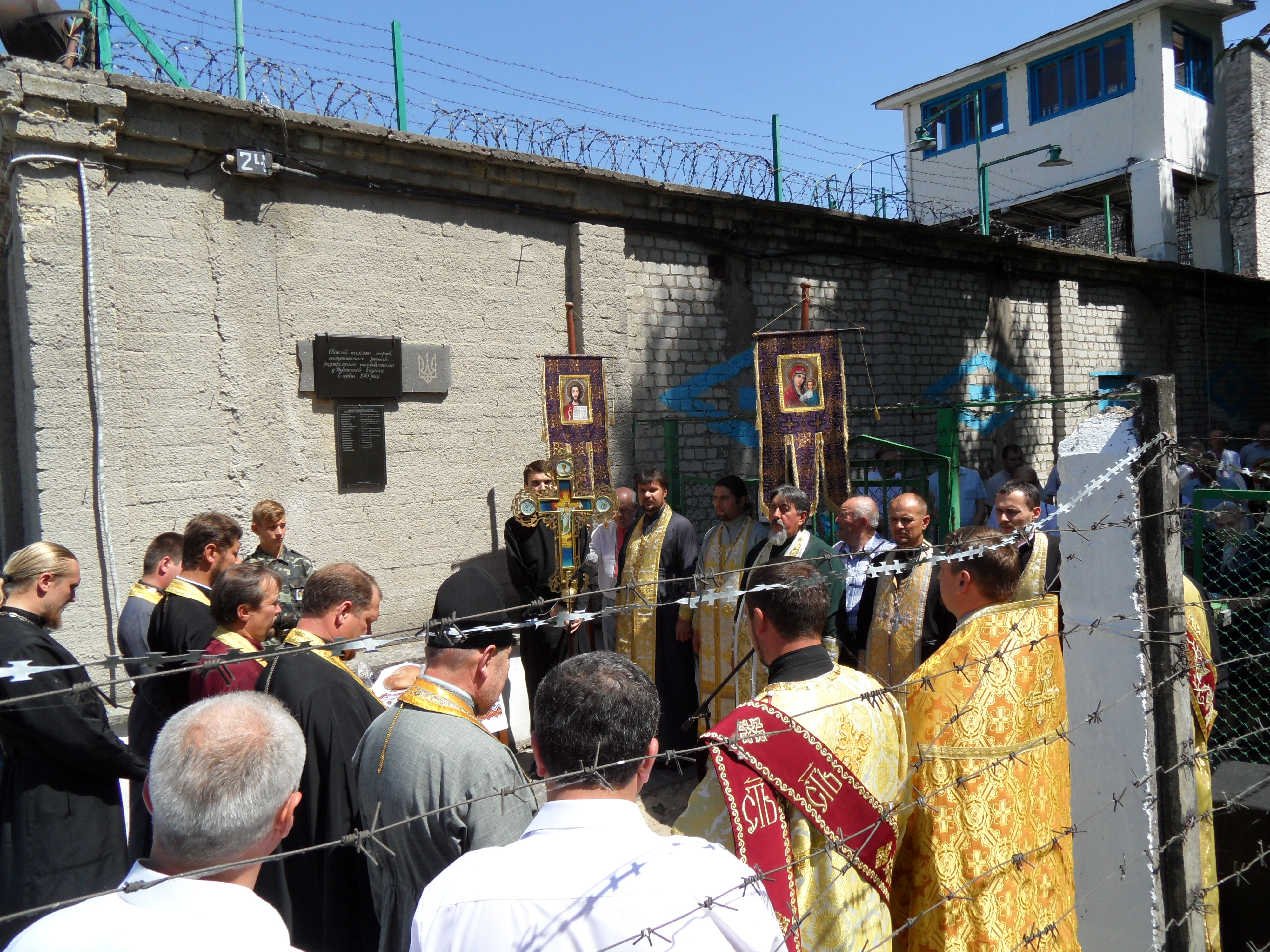
Uroczystości z okazji 72. rocznicy masakry, czerwiec 2013

25 czerwca Dubno zostało zajęte przez Niemców. Do opustoszałego więzienia udali się mieszkańcy miasta, którzy liczyli, że odnajdą tam aresztowanych krewnych i przyjaciół. Świadkowie wspominali, że miejsce masakry przedstawiało makabryczny widok. Korytarze, schody, a nawet piwnice zalane były strugami krwi. W raporcie niemieckiej Tajnej Policji Polowej, której funkcjonariusze 27 czerwca dokonali oględzin miejsca masakry, znalazła się informacja, że odnalezione w więzieniu zwłoki nosiły ślady bestialskich tortur, na przykład zdzierania skóry z rąk. U niektórych kobiecych zwłok miano także zaobserwować ślady gwałtu.
Kilkanaście kilometrów za Dubnem wycofująca się na wschód grupa strażników więziennych i enkawudzistów została schwytana przez Niemców, a następnie rozstrzelana. Wśród zabitych znalazł się naczelnik Winokur/Winokurow. Jeden ze świadków twierdził, że po przechwyceniu kolumny zabił on swoją żonę i córkę, po czym popełnił samobójstwo. Losy strażniczki Kagan nie są znane. Według jednej z relacji udało jej się uciec przed Niemcami.
Podobnie jak w przypadku wielu innych masakr więziennych, winą za zbrodnie NKWD obarczono ludność żydowską, którą zgodnie ze stereotypem „żydokomuny” utożsamiano w całości z systemem sowieckim i stosowaną przezeń polityką terroru. Po wkroczeniu Niemców w Dubnie doszło do antysemickiego pogromu.